# Stenocora percornuta
Stenocora percornuta là một loài chuồn chuồn kim thuộc họ Polythoridae. Loài này có ở Ecuador và Peru. Môi trường sống tự nhiên của chúng là sông ngòi.